# Aleksander z Abonuteichos
Aleksander z Abonoteichus  (ok. 105 - ok. 170) grecki mistyk i wieszczek, założyciel kultu Glykona, który szybko zyskał popularność w cesarstwie rzymskim. Najobszerniejszy opis działań Aleksandra podał współczesny mu pisarz Lukian z Samosat w piśmie  Aleksander, albo fałszywy prorok.

## Żywot Aleksandra według Lukiana
Opis życia i działań Aleksandra podany przez Lukiana jest wyraźnie niepochlebny wobec niego. Lukian przyznaje się do osobistego konfliktu z Aleksandrem. Aleksander miał zwalczać epikurejczyków, do których zaliczał się i Lukian. Według pisma Lukiana, Aleksander był oszustem, który podając się za proroka wymyślonego przez siebie boga Glykona założył wyrocznię w Abonuteichos (Ἀβωνότειχος; dzisiejsze İnebolu, Turcja) i czerpał z niej korzyści materialne. Aleksander miał zajmować się wieszczeniem i uzdrawianiem. Ponadto wraz z bogiem Glykonem miał leczyć bezpłodność bogatych kobiet (według Lukiana sam miał płodzić z nimi dzieci).  Towarzyszący mu bóg Glykon, w postaci węża z ludzką głową, miał być rodzajem dużej pacynki z wmontowanym mechanizmem, dzięki któremu miał sprawiać wrażenie, że umie mówić. Aleksander pozyskał grono uczniów, których w celach misjonarskich wysyłał od Pontu do Rzymu. Zyskał poparcie prokonsula Azji, i dał mu za żonę swoją córkę. Ku czci Aleksandra jako boga, miały nawet zostać ustanowione misteria.  Jego rad mieli zasięgać nawet senatorowie i Sewerian, namiestnik Kapadocji, gdy wyprawiał się przeciw Partom. Według Lukiana, większość przepowiedni była fałszywa: Sewerian poniósł klęskę w wyprawie, mimo pomyślnej wróżby Aleksandra. Aleksander miał posłać radę, także błędną według Lukiana,  samemu Markowi Aureliuszowi wyruszającemu przeciw Germanom. Aleksander miał również doprowadzić do zmiany nazwy Abonutejchos, która uchodziła za barbarzyńską, na typowo grecką – Ionopolis. Lukian miał się spotkać z Aleksandrem osobiście ok. r. 160 – 165.  Aleksander wywodził się z grona uczniów Apoloniusza z Tiany, nie znosił epikurejczyków i chrześcijan. 
Dyskusyjną sprawą jest stopień wiarygodności tekstu Lukiana. Utrzymany jest w konwencji satyry, stąd posługuje się ironią i dąży do skrajnie negatywnego przedstawienia bohatera. Z drugiej strony, wiele informacji podanych przez Lukiana znajduje swoje potwierdzenie w historii. Zarówno prokonsul Azji wymieniony jako zwolennik Aleksandra, jak i inni namiestnicy rzymscy wymienieni w tekście – to postaci historyczne. Historyczne są także przywołane w tekście wyprawy wojskowe Seweriana i Marka Aureliusza. Działanie wyroczni w Abonuteichos poświadczone jest przez epigrafikę. Zmiana nazwy miasta Abonuteichos na Ionopolis znajduje potwierdzenie w numizmatyce. Istnienie i popularność kultu Glykona aż do IV w. jest poświadczone archeologicznie. Zapewne wyrocznia w Abonuteichos przypominała w rzeczywistości inne ówczesne wyrocznie.